# ジークフリート・ボリス (作曲家)
ジークフリート・ボリス（Siegfried Borris、1906年11月4日 - 1987年8月23日）は、ドイツの作曲家、音楽学者。
ベルリン出身。最初経済学を学んでいたが、1927年よりパウル・ヒンデミットに作曲を師事し、1929年からアルノルト・シェーリングに音楽学を学んだ。1929年よりすでにベルリン音楽大学のセミナーの講師を務めていたが、1933年にユダヤ人の血を引いているために大学を追われ、その後12年間民間の音楽講師として生活した。1945年に大学に復帰することができたが、そのころ彼の関心は音楽教育にあり、学校オペラやラジオ放送のための作品を多く手がけた。さらに自由ベルリン放送の顧問、ドイツ音楽教育協会会長、ドイツ音楽評議会会長を歴任した。
作品には5つの交響曲、組曲、ディベルティメント、チェンバロ協奏曲、フルート協奏曲、オルガン曲、カンタータ、マンドリンオーケストラ曲などがあるが、中心は青少年のためのオペラとアコーディオンのための作品である。

## 作品
- アコーディオンのための8つの練習曲
- アコーディオンのためのアレグレット
- アコーディオンのためのアレグロモデラート
- アコーディオンオーケストラのためのイントラーダ
- ヴァイオリンとアコーディオンのためのソナチネ
- マンドリンオーケストラのための小夜曲
- 3本のホルンのための音楽、op.109